# Wicklungsschluss
Ein Wicklungsschluss (eine Zusammenfassung der Wörter Wicklung und Kurzschluss) liegt vor, wenn durch einen Isolationsfehler verschiedene Wicklungen einer elektrischen Maschine elektrisch verbunden sind.
Der Wicklungsschluss hat je nach Maschine und Fehlerort verschiedene Auswirkungen:
- Ausfall eines Teils der Wicklung (Leistungseinbuße)
- Aufhebung einer galvanischen Trennung (Verlust der Betriebssicherheit)
- Kurzschluss mit Zerstörung der Wicklungen (völliger Funktionsverlust und Brandgefährdung)

## Ursache
Die Hauptgründe für einen Wicklungsschluss sind (auch mehrfache Gründe möglich)
- Alterung der Isolationsmaterialien
- Überlastung durch unsachgemäßen Gebrauch der Maschine
- Überhitzung der Wicklung durch falsche, oder fehlende Kühlung (Lüftung defekt, Schlitze verstopft, verschmutzt)
- Unsachgemäße, laienhafte Reparatur von Maschinen
- Falsch eingestellte Spannungseinstellung (Schiebeschalter, Drehschalter am Spannungseingang)
- Betrieb in falscher Umgebung (z. B. in salzhaltiger Luft oder in den Tropen bei hoher Luftfeuchtigkeit)
- Falsche Spannung am Anschluss
- Mangelhafte Fixierung der Wicklung durch Imprägnierlack

## Ermittlung
Messtechnisch kann der Wicklungsschluss über eine Widerstandsmessung und/oder eine Hochspannungsmessung erkannt werden. Messgeräte sind neben Multimeter oder Ohmmeter auch die Messbrücke und das Hochspannungsmessgerät (nur befähigte Personen). Ein Wicklungschluss kann unter Umständen auch akustisch erkannt werden. Bei einem betroffenen Motor treten während des Betriebes eventuell Brummgeräusche auf.